# 1938 na arte

## Eventos
- 13 de maio - inauguração do Monumento Rodoviário da Rodovia Presidente Dutra no estado do Rio de Janeiro.
- Inauguração do Museu Nacional de Belas Artes no Rio de Janeiro, Brasil.
- 1 de Junho - Lançada nos EUA a revista em quadrinhos ou banda desenhada do Superman.

## Nascimentos
| Data            | Nome               | Profissão                                                                 | Nacionalidade    | Observações                             | Ref |
| --------------- | ------------------ | ------------------------------------------------------------------------- | ---------------- | --------------------------------------- | --- |
| 7 de janeiro    | Roland Topor       | pintor, escritor e ator                                                   | França           | m. 1997                                 |     |
| 25 de janeiro   | Shotaro Ishinomori | mangaká                                                                   | Império do Japão | m. 1998                                 |     |
| 2 de fevereiro  | Ângelo de Sousa    | escultor, pintor, pedagogo e desenhador                                   | Portugal         | m. 2011                                 |     |
| 20 de fevereiro | Zélio Alves Pinto  | pintor, jornalista, artista gráfico, escritor, caricaturista e ilustrador | Brasil           |                                         |     |
| 24 de julho     | Eugene J. Martin   | pintor                                                                    | Estados Unidos   | m. 2005                                 |     |
| 25 de julho     | Sérgio Ferro       | pintor, desenhista, arquiteto e professor                                 | Brasil           |                                         |     |
| 1 de setembro   | Per Kirkeby        | pintor, poeta, cineasta e escultor                                        | Dinamarca        |                                         |     |
| 2 de setembro   | Eduardo Nery       | artista plástico e pintor                                                 | Portugal         | m. 2013                                 |     |
| ??              | Nelson Padrella    | pintor, desenhista e escritor                                             | Brasil           |                                         |     |
| ??              | José Aurélio       | artista plástico                                                          | Portugal         |                                         |     |
| ??              | Emília Nadal       | artista plástica                                                          | Portugal         | Prémio Anunciação 1958 Prémio Lupi 1958 |     |

## Mortes

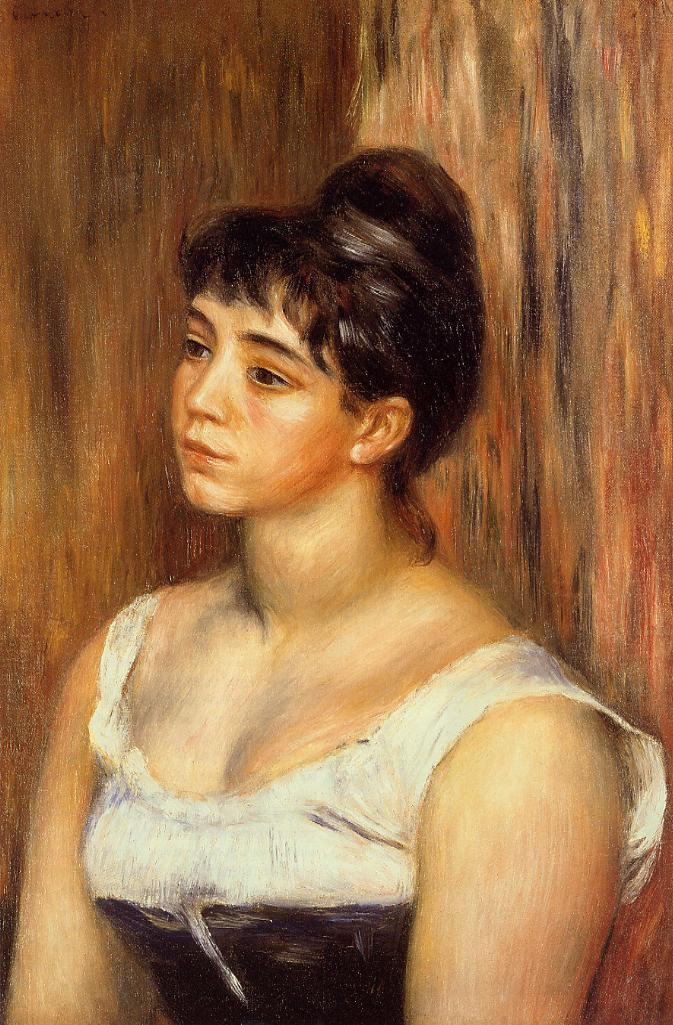
Suzanne Valadon (1867 - 1938)
quadro de Pierre-Auguste Renoir

| Data          | Nome                  | Profissão              | Nacionalidade    | Observações | Ref |
| ------------- | --------------------- | ---------------------- | ---------------- | ----------- | --- |
| 7 de abril    | Suzanne Valadon       | pintora                | França           | n. 1867     |     |
| 12 de agosto  | Ludwig Borchardt      | arquiteto e egiptólogo | Reino da Prússia | n. 1863     |     |
| 1 de novembro | Jesús Maria Corona    | arquiteto e escultor   | Espanha          | n. 1871     |     |
| ??            | Ernst Ludwig Kirchner | pintor                 | Império Alemão   | n. 1880     |     |

## Prémios
- Prémio Valmor e Municipal de Arquitectura 1938 - Porfírio Pardal Monteiro[2].